# محمد رضا كياني (مقاطعة غيلانغرب)
محمد رضا كياني (بالإنجليزية: Mohammad Reza Keyani)‏ هي human-geographic territorial entity تقع في كرمانشاه في إيران. يقدر عدد سكانها بـ 87 نسمة .